# ایتاپرونا (برزیل)
ایتاپرونا (به پرتغالی: Itaperuna) یک منطقهٔ مسکونی در برزیل است که در ریو دو ژانیرو واقع شده‌است. ایتاپرونا ۱٬۱۰۵٫۵۶۶ کیلومتر مربع مساحت و ۱۰۳٬۸۰۰ نفر جمعیت دارد و ۱۰۸ متر بالاتر از سطح دریا واقع شده‌است.